# Oljato-Monument Valley (Utah)
Oljato-Monument Valley (Navajo Ooljééʼtó) ist eine Streusiedlung auf gemeindefreiem Gebiet im San Juan County im US-amerikanischen Bundesstaat Utah. Zu statistischen Zwecken ist der Ort zu einem Census-designated place (CDP) zusammengefasst worden. Das U.S. Census Bureau hat bei der Volkszählung 2020 eine Einwohnerzahl von 682 ermittelt.
Der Ort gehört vollständig zur Navajo Nation Reservation, dem Indianerreservat der Navajo.
Oljato und sein gleichnamiges Schwestergebiet jenseits der Grenze, Oljato, Arizona, liegen im besonders aus Western-Filmen bekannten Monument Valley.
Der Oljato Trading Post ist ein Handelsposten, der 1921 eingerichtet wurde und heute von der Navajo Nation betrieben wird. Dort versorgen sich einerseits die Einheimischen mit Lebensmitteln und anderen Gütern des täglichen Bedarfs, andererseits verkauft der Posten Kunsthandwerk der Navaho, darunter insbesondere Webteppiche, Keramik, Flechtarbeiten und Silberschmuck mit Steinschneidearbeiten in Türkisen. Das Gebäude ist im National Register of Historic Places eingetragen und steht unter Denkmalschutz.

## Demografische Daten
Nach der Volkszählung im Jahr 2010 lebten in Oljato-Monument Valley 674 Menschen in 178 Haushalten. Die Bevölkerungsdichte betrug 9,1 Einwohner pro Quadratkilometer. In den 178 Haushalten lebten statistisch je 3,79 Personen.
Ethnisch betrachtet setzte sich die Bevölkerung zusammen aus 4,9 Prozent Weißen, 92,3 Prozent amerikanischen Ureinwohnern, 0,1 Prozent (eine Person) Asiaten sowie 0,1 Prozent (eine Person) aus anderen ethnischen Gruppen; 2,5 Prozent stammten von zwei oder mehr Ethnien ab. Unabhängig von der ethnischen Zugehörigkeit waren 1,5 Prozent der Bevölkerung spanischer oder lateinamerikanischer Abstammung.
63,9 Prozent der Bevölkerung waren unter 18 Jahre alt, 29,6 Prozent waren zwischen 18 und 64 und 6,5 Prozent waren 65 Jahre oder älter. 49,1 Prozent der Bevölkerung war weiblich.

Das mittlere jährliche Einkommen eines Haushalts lag bei 31.607 USD. Das Pro-Kopf-Einkommen betrug 9192 USD. 46,6 Prozent der Einwohner lebten unterhalb der Armutsgrenze.